# Pokémon: Thám tử Pikachu
Pokémon: Thám tử Pikachu (tên gốc tiếng Anh: Pokémon Detective Pikachu) là bộ phim bí ẩn của Mỹ năm 2019 do Rob Letterman đạo diễn. Dựa trên thương hiệu Pokémon do Tajiri Satoshi sáng tạo và cũng được coi như bản chuyển thể điện ảnh của video game Detective Pikachu (2016), tác phẩm sử dụng phần kịch bản do Letterman, Dan Hernandez, Benji Samit cùng Derek Connolly chấp bút từ phần cốt truyện chính của Hernandez, Samit và Nicole Perlman. Phim do hãng Legendary Pictures và Toho chịu trách nhiệm sản xuất, và là phim điện ảnh người đóng đầu tiên của thương hiệu Pokémon, đồng thời cũng là phim người đóng đầu tiên dựa trên một trò chơi Nintendo kể từ khi Super Mario Bros. (1993) ra mắt. Ryan Reynolds đảm nhiệm vai trò lồng tiếng và ghi hình chuyển động khuôn mặt cho nhân vật Pikachu, còn Justice Smith, Kathryn Newton, Suki Waterhouse, Omar Chaparro, Chris Geere, Watanabe Ken và Bill Nighy đảm nhiệm các vai diễn người đóng. Cốt truyện theo sau Tim Goodman – một cựu huấn luyện viên Pokémon – và Pikachu khi cả hai đi vào cuộc hành trình khám phá sự biến mất bí ẩn của cha Tim, Harry.
Quá trình quay phim diễn ra từ tháng 1 đến tháng 5 năm 2018 tại Colorado, Anh và Scotland. Bộ phim được ra mắt dưới định dạng RealD 3D vào ngày 10 tháng 5 năm 2019, trở thành phim điện ảnh Pokémon đầu tiên được phát hành rộng rãi tại các rạp chiếu ở Hoa Kỳ kể từ Gekijōban Pocket Monsters: Mizu no Miyako no Mamorigami Latias to Latios (2003), và cũng là phim điện ảnh đầu tiên được phân phối bởi Warner Bros. Pictures kể từ Gekijōban Pocket Monsters: Kesshōtō no Teiō Entei vào năm 2001. Với xếp hạng PG từ MPAA, đây cũng là phim điện ảnh Pokémon đầu tiên được phát hành tại Hoa Kỳ không nhận được xếp hạng G.
Pokémon: Thám tử Pikachu đã nhận được nhiều ý kiến trái chiều từ các nhà phê bình, trong đó các lời khen ngợi tập trung vào thiết kế của các sinh vật và phần diễn xuất của Reynold, nhưng phần chỉ trích lại tập trung vào phần cốt truyện. Giới phê bình trên Rotten Tomatoes gọi tác phẩm là một "tác phẩm chuyển thể bất thường" có thể thu hút người hâm mộ. Phim đạt doanh thu 433 triệu USD toàn cầu. Đây là phim điện ảnh chuyển thể từ video game có doanh thu cao thứ hai mọi thời đại sau Warcraft: Đại chiến hai thế giới, một phim điện ảnh khác cũng do Legendary Pictures sản xuất.

## Nội dung
Đoạn mở đầu film diễn ra trong một phòng thí nghiệm Pokemon, nơi đang giam giữ Mewtwo - một Pokemon nhân tạo có DNA từ một Pokemon huyền thoại Mew. Trong một sự cố không rõ nguyên nhân, Mewtwo đã tự thoát ra được và bằng sức mạnh khủng khiếp của mình đã phá tan cơ sở nghiên cứu, đồng thời thoát ra ngoài và truy đuổi một chiếc ô tô của Harry Goodman vừa rời đi. Sau một đòn tấn công, chiếc ô tô đã bị nổ và văng xuống chân cầu.
Tim Goodman - một nhân viên bán bảo hiểm 21 tuổi (Justice Smith thủ vai) - người đã từ bỏ ước mở trở thành một huấn luyện viên Pokemon sau khi mẹ mất và thiếu vắng sự chăm sóc của người cha Harry Goodman. Sau khi nghe tin cha bị tai nạn, cậu liền bỏ đi tới Ryme -Được tạo ra bởi Howard Cliff, là một thành phố rất sầm uất nơi con người và Pokemon có thể chung sống lẫn nhau. - với mục đích điều tra kỹ hơn vụ tai nạn của cha mình. Khi vào bên trong căn hộ của Harry đang ở, trong lúc tò mò Tim đã vô tình mở 1 lọ thuốc màu tím có gắn nhãn R để, xì nó ra xung quanh và khiến lũ Aipom hít phải đột nhiên trở nên hung dữ. Trong khi tìm kiếm các bằng chứng còn sót lại trong căn nhà, Tim vô tình gặp phải 1 con Pikachu vô cùng kỳ quặc, nó có thể tư duy và giao tiếp được với cậu. Cả hai sau đó chạy bán sống bán chết để thoát khỏi lũ Aipom nổi điên truy đuổi. Sau khi chạy thoát thành công và lũ Aipom trở lại bình thường, cả 2 vào một quán bar để nói chuyện. Pikachu tiết lộ rằng thực ra cậu đang bị mất trí nhớ, cậu chỉ biết rằng mình đã từng là thám tử cộng sự của Harry. Pikachu đã khuyên Tim rằng có thể cha cậu vẫn còn sống sau vụ tai nạn vì đến nay chưa thấy thi thể cũng không có bằng chứng rõ ràng. Sau đó, cậu quyết định hợp sức cùng Tim để truy tìm nguyên nhân cái chết của Harry.
Tim vô tình gặp Lucy Stevens - một nữ phóng viên tập sự- người cũng đang đưa tin về vụ tai nạn bí ẩn của Harry. Cô sau đó dẫn cả 2 người đến Ryme Wharf và bắt gặp một con Pokemon hề được gọi là Mr. Mime, vốn cũng là một cộng sự cũ của Pikachu. Bằng các "biện pháp nghiệp vụ hỏi cung" dành cho Mr. Mime, một dang pokemon vốn tự tưởng tượng ra các tình huống, họ đã bắt nó khai ra đầu mối về lọ thuốc màu tím trong phòng của Harry. Đầu mối dẫn họ tới một đấu trường Pokemon bất hợp pháp với kẻ đứng đầu là Sebastian. Con Charizard của gã đã từng thua Pikachu một lần trước đó, nên khi thấy cặp đôi Tim - Pika xuất hiện đã ngay lập tức thách đấu trở lại. Hắn rút ra lọ thuốc tím nhẵn R và cho Charizard hít để trở nên hung bạo hơn. Trong khi Pikachu dường như đã quên sạch các kỹ năng chiến đấu, cậu chỉ còn biết cách chạy lòng vòng né đòn. Tim thấy không ổn nên đành phải xông vào đấu trường để phân tán Charizard và tìm cách chạy trốn. trong lúc lộn xộn, Sebastian vô tình làm đổ lọ thuốc tím - R và khiến nó lan ra khắp đấu trường, làm cho toàn bộ các Pokemon có mặt trở nên mất kiểm soát và biến sàn đấu trở nên hỗn loạn. Trước khi thoát ra đấu trường, Tim và Pikachu đã tìm cách ép Sabastian nói ra nơi hắn lấy được thứ thuốc kích thích, hắn khai nơi lấy là từ một "Tiến sĩ". Ngay sau đó, cặp đôi bị cảnh sát tóm và ngồi đối chất với Hideo Yoshida. Ông khẳng định một lần nữa với Tim rằng không ai sống sót sau vụ tai nạn đó và khuyên cậu nên từ bỏ ý định đi tìm cha.
Tim và Pika sau đó được đưa đến gặp Howard Clifford và nữ cận vệ của ông Ms. Norman. Bằng công nghệ tái dựng hình ảnh 3D cực kỳ hiện đại, ông đã cho Tim thấy công việc thực sự cha cậu đang làm và ông đã không chết ngay sau vụ tai nạn, mà thực ra chiếc xe bị tấn công bởi Mewtwo và ông bị nó bắt đi, đồng thời cũng hé lộ việc Pikachu mất trí nhớ cũng là do bị Mewtwo tước đoạt. Howard cũng cảnh báo cả nhóm về con trai của ông - Roger, người rất ghét Pokemon, tuyên bố sẽ chiếm quyền điều khiển công ty và cả thành phố Ryme. Tim sau đó gặp lại Lucy và pokemon của cô Psyduck, bộ tứ quyết định làm một chuyến thám hiểm đến cơ sở nghiên cứu, nơi Harry đã từng làm việc. Họ khám phá ra rằng, vị "Tiến sĩ" bán thuốc tím R cho Sebastian có tên là Ann Laurent, một nhà khoa học trợ giúp bởi Harry, hiện đang thực hiện các nghiên cứu trên Mewtwo mới bị bắt lại sau 20 năm lẩn trốn.
Trên một chiếc xe, Roger đeo kính đen đã theo dõi nhóm của Tim bằng camera ngày từ khi họ đặt chân đến cơ sở, hắn điều khiển từ xa để thả các con Greninja để tiêu diệt. Cả nhóm bị truy đuổi gắt gao đến khi thoát ra ngoài khu rừng, may mắn đúng thời điêm Psyduck bị lo lắng quá mức và Pikachu đã chọc cho nó đau đầu không chịu nổi, năng lực đặc biệt của Psyduck được kích hoạt và thổi bay toàn bộ đám Greninja và chấn động cả một vùng rộng lớn. Đột nhiên mặt đất nứt ra và nhóm nghĩ rằng có động đất, nhưng sau đó họ nhận ra rằng đó là do đám Torterra khổng lồ thức giấc sau cú sóng xung kích của Psyduck. Sau khi chúng lại ngủ vùi, Pikachu vô tình bị thương khá nặng do đá văng vào. Tim cầu xin đám Bulbasaur trợ giúp và được chúng đưa tới một hẻm núi bí hiểm. Mewtwo ngay lập tức xuất hiện khiến họ kinh sợ. Nhưng bất ngờ, thay vì tiêu diệt, nó lại cứu sống Pikachu và hồi phục lại trí nhớ cho cậu. Sự thật cũng được tiết lộ thêm rằng chính Pikachu là người đã gây mất điện, giúp Mewtwo thoát ra khỏi cơ sở nghiên cứu. Bất thình lình Roger đeo kính đen xuất hiện, bằng những con Robot đặc biệt đã bắt giữ lại được Mewtwo và mang đi. Bị hối hận bởi việc đã phản bội Harry và làm tay sai cho Mewtwo, Pikachu trời bỏ Tim đi lang thang, trong khi những người còn lại cùng nhau quay lại Ryme để cảnh báo cho Howard Clifford. Trong lúc lang thang, Pikachu vô tình đi lạc về vị trí xảy ra tai nạn, cậu phát hiện ra một vài dấu vết cho thấy sự có mặt của đám Greninja. Một phần ký ức phục hồi, Pikachu nhớ ra rằng Mewtwo thực ra đang bảo vệ Harry khỏi đám Greninja chứ không phải có ý tiêu diệt ông.
Trong khi đó Tim quay lại gặp Howard, nhưng đã quá muộn để nhận ra rằng, thực ra Howard mới chính là kẻ cầm đầu sau tất cả mọi chuyện. Ông ta có ý định bắt giữ Mewtwo và lợi dụng năng lực đặc biệt của nó - chuyển giao linh hồn giữa người và Pokemon- để đưa tâm trí con người vào trong Pokemon và sở hữu sức mạnh của chúng. Để làm được điều này cần có sự trợ giúp của khí gas R - thứ thuốc kích thích đã được thí nghiệm sử dụng trong đấu trường bất hợp pháp của Sebastian. Tim cũng kinh ngạc nhận ra, nữ cận vệ Ms. Norman và con trai "Roger đeo kính đen" của Howard thực ra chỉ là một - một con Pokemon biến hình có tên Ditto, trong khi Roger thật đang bị trói và nhốt trong tủ cạnh đó. Howard sau đó đưa Mewtwo đến, bằng công nghệ chuyển giao, ông ta đã đưa trí não mình vào Mewtwo để điều khiển cơ thể và sức mạnh của nó. Lợi dụng buổi lễ diễu hành, Howard đã đưa khí gas-R vào các quả bóng bay Pokemon khổng lồ rải khắp thành phố, làm nổ tung nó để phát tán khí gas-R, sau đó trong dạng Mewtwo, ông ta bắt đầu biến các cư dân của Ryme chui vào trong lốt các Pokemon. Pikachu chạy đến và chiến đấu với Mewtwo "Howard", nhưng nhanh chóng bị áp đảo bởi sức mạnh của nó. Bằng cố gắng cuối cùng, Pikachu thực hiện tuyệt chiêu "Volt Tackle" cực mạnh, nhưng cũng không thể làm gì được Mewtwo. Trong khi Tim cố gắng tấn công cơ thể thật của Howard, thì bị Ditto thay đổi hình dạng liên tục tẩn cho lên bờ xuống ruộng. May mắn thay, Roger thật đã tự cởi trói và đánh văng Ditto trước khi nó chuẩn bị đẩy Tim rơi xuống. Khi Ditto quay lại, Tim đã dùng khi R để làm Ditto bị suy yếu và ngất đi. Nhờ Pikachu cầm chân Mewtwo "Howard" đủ lâu, Tim chạy đến bản thể của Howard và rút bộ liên kết trí não, Howard thật bị tỉnh dậy, còn Mewtwo được giải thoát. Howard sau đó bị cảnh sắt bắt giữ.
Mewtwo sử dụng năng lực của mình để giải phóng trở lại, người và Pokemon lại tách ra như cũ. Mewtwo đã đến và nói với Tim, còn một việc cuối cùng nó cần sửa chữa, đó chính là trả lại linh hồn thật sự đăng nằm bên trong Pikachu. Hóa ra đó chính là Harry. Đó cũng là lý do vì sao cậu và Pikachu lại có thể hiểu được nhau mặc dù Pokemon và người không thể giao tiếp bằng nói chuyện. Harry thật sự đang bị thương và ông bị mất trí nhớ, Mewtwo đã chuyển tâm trí sang Pikachu để ông có thể tiếp tục ở bên con trai cho đến khi cơ thể hồi phục.

## Diễn viên
- Ryan Reynolds lồng tiếng thám tử Pikachu, đồng thời trong vai cha của Tim, Harry Goodman.
  - Reynolds đồng thời cũng vào vai Harry Goodman, người cha mất tích của Tim, là một cựu cảnh sát thám tử.
  - Ōtani Ikue lồng tiếng Pikachu khi người khác ngoại trừ Tim nghe thấy[c].
- Justice Smith trong vai Tim Goodman, một cậu trai trẻ đi tìm người cha mất tích của mình. Cậu là bạn đồng hành của thám tử Pikachu, và là người duy nhất có thể hiểu Pikachu nói.
  - Max Fincham trong vai cậu bé Tim lúc 12 tuổi
- Bill Nighy trong vai Howard Clifford, người có tầm nhìn xấu về thành phố Rhume và là người sáng lập nên doanh nghiệp Clifford Enterprises.
- Chris Geere trong vai Roger Clifford, con trai của Howard và là giám đốc doanh nghiệp Clifford Enterprises.
- Kathryn Newton trong vai Lucy Stevens, một phóng viên thường mang theo bên mình một Psyduck.
- Watanabe Ken trong vai Lt. Yoshida, một trung úy cảnh sát của thành phố Ryme và là bạn của Harry Goodman.
- Karan Soni trong vai Jack, một người bạn của Tim và cũng là một huấn luyện viên Pokemon.
- Omar Chaparro trong vai Sebastian, một huấn luyện viên Pokemon, người đã xây dựng nên một đấu trường cho Pokemon và hay đi cùng Charizard.
- Rita Ora trong vai Ann Laurent, một tiến sĩ làm việc trong Clifford Enterprises và thí nghiệm Mewtwo.
- Suki Waterhouse trong vai Ms. Norman, trợ lý và là đồng phạm của Howard.
- Josette Simon trong vai "Grams", bà của Tim, hay chăm sóc cho cậu sau khi mẹ cậu chết.

Diplo trong vai cùng tên anh, một DJ chơi tại đấu trường Pokémon của Sebastian. Takeuchi Ryoma, người lồng tiếng Nhật cho Tim trong bản phim ở Nhật Bản, có vai khách mời là một huấn luyện viên Pokenon xuất hiện trong một video mà Tim từng xem. Giọng Mewtwo được lồng tiếng đồng thời bởi Hoshino Rina và Watanabe Kotaro.

## Sản xuất

### Phát triển
Bộ phim được thông báo sản xuất vào tháng 7 năm 2016, trước đó Legendary Pictures đã thảo luận để lấy quyền sản xuất thành phim người đóng vào tháng 4. Sau đó vào tháng 7 năm 2016, Legendary đóng một thỏa thuận cho bộ phim. Cùng tháng, Legendary và The Pokémon Company đã ký kết với nhau để làm một bộ phim chuyển thể người đóng trong nhượng quyền Pokemon và dựa trên trò chơi Detective Pikachu. Ban đầu, Universal Pictures xử lý phân phối bên ngoài Nhật Bản và sau đó đến Toho tại Nhật Bản. Vào ngày 16 tháng 8 năm 2016, Nicole Perlman và Alex Hirsch đàm phán với Legendary để viết kịch bản. Vào ngày 30 tháng 11 năm 2016, Legendary thuê Rob Letterman để đạo diễn cho bộ phim, mà Legendary đã theo dõi để sản xuất nhanh bắt đầu vào năm 2017.
Vào ngày 25 tháng 7 năm 2018, Warner Bros. Pictures thông báo họ sẽ tiếp nhận nhiệm vụ phân phối trên toàn thế giới (ngoại trừ Nhật Bản và Trung Quốc) từ Universal, với ngày ra mắt không đổi. Lý do ra mắt Detective Pikachu đến từ The Pokémon Company là vì mong muốn của Letterman làm một bộ phim tập trung vào nhân vật khác bên cạnh Satoshi. Trên tiêu đề, Letterman bày tỏ, "The Pokémon Company, họ đã hoàn thành rất nhiều thứ, nhiều phim về Satoshi, và họ hợp tác với Legendary để sử dụng nhân vật mới. Vì thế, khi đã ở đây, tôi rất sửng sốt với thám tử Pikachu và yêu câu chuyện đằng sau nó."

### Tuyển vai
Vào tháng 11 năm 2017, Justice Smith đã được định vai diễn người đóng, và Kathryn Newton có một vai diễn sau những cuộc đọc thoại. Newton tranh chấp Natalia Dyer, Haley Lu Richardson, và Katherine Langford để dành lấy một vai diễn. Vào tháng 12 năm 2017, Ryan Reynolds vào định vai Pikachu, anh được ghi hình qua ghi hình chuyển động. Những diễn viên khác cũng được định vai diễn như là Danny DeVito, Dwayne Johnson, Mark Wahlberg và Hugh Jackman. Vào tháng 1 năm 2018, với sự bắt đầu của quá trình sản xuất, Ken Watanabe, Bill Nighy và Chris Geere cũng tham gia vào quá trình diễn xuất. Vào tháng 2 năm 2018, Suki Waterhouse và Rita Ora tham gia diễn xuất. Vào tháng 4 năm 2018, Omar Chaparro tham gia diễn xuất.

### Quay phim
Việc quay phim bắt đầu vào ngày 15 tháng 1 năm 2018 tại Luân Đôn và Denver. Chín ngày sau, nhiếp ảnh chính đã chính thức bắt đầu với phần lớn việc quay phim diễn ra tại Hoa Kỳ ở bang Colorado và Anh. Theo báo cáo, Alex Hirsch không tham gia vào bản thảo cuối của kịch bản và cho rằng Nicole Perlman và Rob Letterman là những người duy nhất được ghi nhận. Phần lớn sự tương tác và tham chiếu về giọng nói cho Pikachu được hoàn tất bởi nghệ sĩ lồng tiếng Jon Bailey. Tuy nhiên, tất cả các câu thoại đều được nói bởi Ryan Reynolds. Quay phim chính thức kết thúc vào ngày 1 tháng 5 năm 2018. Quay phim được hoàn tất ở Shepperton Studios và Warner Brother Studios tại Leavesden.

### Hậu kỳ
Hiệu ứng hình ảnh được tạo ra bởi Moving Picture Company (MPC) và Framestore. Phần lớn hiệu ứng hình ảnh được cung cấp bởi cùng nhóm đã phát triển hiệu ứng cho Cậu bé rừng xanh và Sinh vật huyền bí và nơi tìm ra chúng. Letterman so sánh hiệu ứng hình ảnh của phim với nhân vật Rocket Raccoon từ Vệ binh dải Ngân hà: "Chúng là kĩ thuật, hiệu ứng hình ảnh cao nhất của thế giới... Chúng giống như thật, như chúng đang sống và sống trong bộ phim." Bản ghi âm bổ sung cho cuộc chiến giữa thám tử Pikachu và Charizard được ghi âm tại Pokémon World Championships 2018.

### Âm nhạc
Henry Jackman là người soạn nhạc cho bộ phim. Kygo và Rita Ora cũng tham gia vào với đĩa đơn chính "Carry On". Bài hát và video âm nhạc đồng thời được phát vào ngày 19 tháng 4 năm 2019. Nhóm nhảy hip hop Nhật Bản Honest Boyz đã hợp tác cùng Lil Uzi Vert với sự sáng tác của Pharrell Williams, để cho ra mắt bài hát khác mang tiêu đề "Electricity". Nhạc phim gồm 27 bài hát phát hành chính thức vào ngày 3 tháng 5 năm 2019, thông qua hãng đĩa Sony Classical Records và phòng thu AIR Stuios.
| Pokémon: Detective Pikachu (Original Motion Picture Soundtrack) | Pokémon: Detective Pikachu (Original Motion Picture Soundtrack) | Pokémon: Detective Pikachu (Original Motion Picture Soundtrack) |
| STT                                                             | Nhan đề                                                         | Thời lượng                                                      |
| --------------------------------------------------------------- | --------------------------------------------------------------- | --------------------------------------------------------------- |
| 1.                                                              | "Mewtwo Awakes"                                                 | 1:19                                                            |
| 2.                                                              | "Catching A Cubone"                                             | 2:05                                                            |
| 3.                                                              | "Bad News"                                                      | 1:17                                                            |
| 4.                                                              | "Howard Clifford"                                               | 0:56                                                            |
| 5.                                                              | "Rhyme City"                                                    | 2:11                                                            |
| 6.                                                              | "A Key to the Past"                                             | 2:06                                                            |
| 7.                                                              | "Aipom Attack"                                                  | 1:58                                                            |
| 8.                                                              | "On the Case"                                                   | 1:26                                                            |
| 9.                                                              | "Childhood Memories"                                            | 1:42                                                            |
| 10.                                                             | "Buddies"                                                       | 1:08                                                            |
| 11.                                                             | "The Interrogation of Mr. Mime"                                 | 1:53                                                            |
| 12.                                                             | "The Roundhouse"                                                | 1:50                                                            |
| 13.                                                             | "Pikachu vs. Charizard"                                         | 3:06                                                            |
| 14.                                                             | "Embrace"                                                       | 3:07                                                            |
| 15.                                                             | "Digging Deeper"                                                | 3:55                                                            |
| 16.                                                             | "Unauthorized Access"                                           | 3:38                                                            |
| 17.                                                             | "Greninja & Torterra"                                           | 2:59                                                            |
| 18.                                                             | "The Forest of Healing"                                         | 3:53                                                            |
| 19.                                                             | "Shock to the System"                                           | 1:19                                                            |
| 20.                                                             | "Save the City"                                                 | 1:07                                                            |
| 21.                                                             | "True Colors"                                                   | 2:11                                                            |
| 22.                                                             | "Merge to One"                                                  | 2:08                                                            |
| 23.                                                             | "Game On"                                                       | 1:05                                                            |
| 24.                                                             | "Ditto Pattle"                                                  | 2:26                                                            |
| 25.                                                             | "Howard Unplugged"                                              | 2:35                                                            |
| 26.                                                             | "Epiphany"                                                      | 2:22                                                            |
| 27.                                                             | "Together"                                                      | 2:20                                                            |
| Tổng thời lượng:                                                | Tổng thời lượng:                                                | 58:00                                                           |

## Đón nhận

### Doanh thu phòng vé
Pokémon: Thám tử Pikachu thu về 144,1 triệu USD chỉ tính riêng tại thị trường Mỹ và Canada và 288,9 triệu USD tại các quốc gia và vùng lãnh thổ khác, đưa tổng mức doanh thu toàn cầu lên tới 433 triệu USD, so với kinh phí sản xuất bộ phim là 150 triệu USD.
Tại thị trường Mỹ và Canada, Pokémon: Thám tử Pikachu được phát hành cùng thời điểm với Tolkien, Poms và Quý cô lừa đảo, dự kiến thu về 50–70 triệu USD từ 4.202 rạp chiếu phim trong dịp cuối tuần ra mắt. Phim thu về 20,7 triệu USD trong ngày đầu tiên công chiếu, bao gồm 5,7 triệu USD thu về từ suất chiếu sớm đêm thứ Năm, cả hai số liệu này đều là kỷ lục mới đối với một phim điện ảnh được chuyển thể từ video game. Sau ba ngày cuối tuần ra mắt, tác phẩm thu về 54,4 triệu USD, đứng á quân về doanh thu phòng vé tuần công chiếu sau Avengers: Hồi kết, mặc dù phim có đứng đầu doanh thu phòng vé trong ngày thứ Sáu công chiếu mở màn. Tại thời điểm đó, đây là số liệu ra mắt cao nhất từ trước đến nay cho một bộ phim chuyển thể từ video game, kỷ lục này đã bị Nhím Sonic phá vỡ vào năm 2020 với con số 58 triệu USD. Phim thu về 24,8 triệu USD trong dịp cuối tuần thứ hai công chiếu, về thứ ba trên bảng xếp hạng doanh thu phòng vé, xếp sau Sát thủ John Wick: Phần 3 – Chuẩn bị chiến tranh và Avengers: Hồi kết. Tới dịp cuối tuần thứ ba, tác phẩm thu về 13,3 triệu USD, giữ vị trí thứ tư về doanh thu phòng vé tuần đó.
Tại thị trường quốc tế, phim dự kiến thu về 90–120 triệu USD từ 62 quốc gia, bao gồm 40–60 triệu USD từ thị trường Trung Quốc. Trước khi chính thức công chiếu toàn cầu, Pokémon: Thám tử Pikachu đã thu về 21 triệu USD từ các suất chiếu đặc biệt và suất chiếu sớm – tính đến hết ngày thứ Năm – tại một số thị trường quốc tế, bao gồm cả Nhật Bản. Tác phẩm đã đạt doanh thu ba ngày cuối tuần ra mắt với 103 triệu USD (tổng doanh thu năm ngày ra mắt là 112,4 triệu USD), soán ngôi Avengers: Hồi kết ở vị trí dẫn đầu phòng vé quốc tế. Pokémon: Thám tử Pikachu tiếp tục dẫn đầu phòng vé quốc tế trong dịp cuối tuần thứ hai. Mặc dù phá nhiều kỷ lục nhưng doanh thu của phim vẫn ở dưới mức kỳ vọng do kinh phí thực hiện quá cao. Tại Nhật Bản, Pokémon: Thám tử Pikachu ra mắt ở vị trí thứ ba – sau Thám tử lừng danh Conan: Cú đấm Sapphire xanh và Avengers: Hồi kết – thu về 8,6 triệu USD sau ba ngày cuối tuần ra mắt trước khi ngoi lên đứng đầu phòng vé vào dịp cuối tuần thứ hai với doanh thu 13,3 triệu USD. Tại Trung Quốc, Pokémon: Thám tử Pikachu đạt tổng doanh thu ngày ra mắt là 16,4 triệu USD, và đứng đầu về doanh thu phòng vé với con số 40,8 triệu USD thu về sau ba ngày. Phim tiếp tục dẫn đầu về doanh thu phòng vé tại thị trường Trung Quốc trong dịp cuối tuần thứ hai, nâng tổng doanh thu lũy kế lên 69,3 triệu USD. Tại Anh Quốc, phim đứng đầu phòng vé với thành tích ra mắt 6,6 triệu USD. Tại Việt Nam, Pokémon: Thám tử Pikachu thu về hơn 36,8 tỷ VND.

### Đánh giá chuyên môn
Trên hệ thống tổng hợp kết quả đánh giá Rotten Tomatoes, phim nhận được 67% lượng đồng thuận dựa theo 310 bài đánh giá, với điểm trung bình là 6/10. Pokémon: Thám tử Pikachu có đánh giá cao nhất từ Rotten Tomatoes trong tất cả đánh giá về phim chuyển thể từ trò chơi của trang web. Trên trang Metacritic, phần phim đạt số điểm 53 trên 100, dựa trên 48 nhận xét, chủ yếu là những ý kiến trái chiều. Lượt bình chọn của khán giả trên trang thống kê CinemaScore cho phần phim điểm "A−" trên thang từ A+ đến F, trong khi đó trang PostTrak cho phim 4 trên 5 sao.
Scott Mendelson từ Forbes đã gọi bộ phim là "bộ phim trò chơi điện tử hay nhất từ trước đến nay" và nhận xét bộ phim là một thương hiệu khởi đầu đầy hứa hẹn, ca ngợi mặt cảm xúc của câu chuyện đã biến những khoảnh khắc trong phim vượt xa cảnh tượng. Sean Keane từ CNET cũng gọi bộ phim là hay nhất khi chuyển thể từ một trò chơi điện tử, ca ngợi diễn viên Reynold trong vai trò là Piakchu với những khung cảnh giải trí. Viết cho The Hollywood Reporter, Michael Rechtshaffen nhận xét phần kịch bản có sự pha trộn các đoạn hài kịch, hành động và cảm xúc.
Tại Việt Nam, phim được đánh giá có cả lẫn về mặt tích và tiêu cực. Trên trang Moveek, sự hài lòng cho phim chỉ đạt 38% với 8 lượt đánh giá, với 6 lượt chỉ nằm từ thang điểm 7 – 10, các lời bình luận nhận xét kịch bản khó hiểu và lộn xộn, có phần lớn đều nhắm vào Pikachu, phần tạo hình các Pokémon được sự đồng thuận thỏa đáng. Trang Phê Phim cho bộ phim 6.4/10 điểm, đa số đánh giá tích cực về phim, một phần có sự không đồng ý về cốt truyện, như nó quá dài và không tạo liên kết nào giữa người và Pokémon, hay diễn xuất nhân vật nữ có phần nhạt nhẽo. Một phần nhận xét từ trang web của người dùng tên Giang Le: "Nếu mê Pokemon thì chắc bạn sẽ rất hài lòng, vì tình yêu của nhà làm phim với những thú cưng này được thể hiện rất rõ: từ tạo hình đến chức năng của từng con. Giá như những thứ thiết yếu như tính cách nhân vật (không hề có) và cốt truyện (quá rắc rối và không có lý chút nào) đạt đến được mức trung bình chứ không phải là tệ, thì đây có thể đã là một trải nghiệm ở mức "tạm được" với những người không biết quá nhiều về những con thú này."

### Giải thưởng
| Giải thưởng                         | Ngày                 | Hạng mục                                                               | Đề cử                                                                 | Kết quả | Nguồn  |
| ----------------------------------- | -------------------- | ---------------------------------------------------------------------- | --------------------------------------------------------------------- | ------- | ------ |
| Giải Teen Choice                    | 11 tháng 8 năm 2019  | Lựa chọn phim điện ảnh hài                                             | Pokémon: Thám tử Pikachu                                              | Đề cử   | [ 65 ] |
| Giải Teen Choice                    | 11 tháng 8 năm 2019  | Lựa chọn nam diễn viên chính trong phim điện ảnh hài                   | Ryan Reynolds                                                         | Đề cử   | [ 65 ] |
| Giải Teen Choice                    | 11 tháng 8 năm 2019  | Lựa chọn bài hát trong phim                                            | Kygo và Rita Ora cho "Carry On"                                       | Đề cử   | [ 65 ] |
| Giải People's Choice                | 10 tháng 11 năm 2019 | Phim gia đình của năm 2019                                             | Pokémon: Thám tử Pikachu                                              | Đề cử   | [ 66 ] |
| Giải People's Choice                | 10 tháng 11 năm 2019 | Ngôi sao phim điện ảnh hoạt hình yêu thích                             | Ryan Reynolds                                                         | Đề cử   | [ 66 ] |
| Hollywood Post Alliance             | 21 tháng 11 năm 2019 | Hiệu ứng hình ảnh đột phá – Phim điện ảnh                              | Pokémon: Thám tử Pikachu                                              | Đề cử   | [ 67 ] |
| Hiệp hội các nhà phê bình Hollywood | 9 tháng 1 năm 2020   | Hiệu ứng hình ảnh hoặc trình diễn hoạt hình xuất sắc nhất              | Ryan Reynolds                                                         | Đề cử   | [ 68 ] |
| Giải Annie                          | 25 tháng 1 năm 2020  | Thành tựu đột phá cho nhât vật hoạt hình trong một sản phẩm người đóng | Dale Newton, Waiyin Mendoza, Rochelle Flynn, Leila Gaed và Paul Jones | Đề cử   | [ 69 ] |

## Phim tiếp nối
Vài tháng 1 năm 2019, Legendary Entertainment thông báo rằng phần tiếp theo của bộ phim nằm trong quá trình phát triển, với Oren Uziel đăng ký làm người soạn kịch bản.